# Bruno Pais
Bruno Miguel Forte Pais (Fundão, 10 de junio de 1981) es un deportista portugués que compitió en triatlón. Ganó una medalla de plata en el Campeonato Europeo de Triatlón de Media Distancia de 2014.

## Palmarés internacional
| Campeonato Europeo | Campeonato Europeo | Campeonato Europeo | Campeonato Europeo |
| Año                | Lugar              | Medalla            | Prueba             |
| ------------------ | ------------------ | ------------------ | ------------------ |
| 2014               | Peguera (España)   | Medalla de plata   | Individual         |